# Gastrolobium graniticum
Gastrolobium graniticum är en ärtväxtart som först beskrevs av Spencer Le Marchant Moore, och fick sitt nu gällande namn av Michael Douglas Crisp. Gastrolobium graniticum ingår i släktet Gastrolobium och familjen ärtväxter. Inga underarter finns listade i Catalogue of Life.